# Julie Skinner
Julie Sutton, coniugata Skinner (Calgary, 23 aprile 1968), è una giocatrice di curling canadese.

## Biografia
Partecipò ai XVI Giochi olimpici invernali edizione disputata a Albertville (Francia) nel 1992, riuscendo ad ottenere la terza posizione nella squadra canadese con le connazionali Jodie Sutton, Melissa Soligo, Karri Wilms e Elaine Dagg-Jackson.
Nell'edizione la nazionale tedesca si classificò prima, la norvegese seconda. La competizione ebbe lo status di sport dimostrativo.
All'età di 33 anni prese parte ai XIX Giochi olimpici invernali edizione disputata a Salt Lake City (Stati Uniti d'America) nel 2002, riuscendo ad ottenere la medaglia di bronzo nella squadra canadese con le connazionali Diane Nelson, Cheryl Noble, Kelley Law e Georgina Wheatcroft.
Nell'edizione la nazionale britannica ottenne la medaglia d'oro, la svizzera quella d'argento.